# كاتارينا أماليا (أميرة هولندية)
كاتارينا-أماليا، أميرة أوراني (بالهولندية: Catharina-Amalia der Nederlanden) (7 ديسمبر 2003)، واسمها الكامل كاتارينا-أماليا بياتريكس كارمن فيكتوريا، وُلدت في 7 ديسمبر 2003، هي الابنة الكبرى للملك فيليم ألكسندر والملكة ماكسيما، وولية عهد مملكة هولندا، التي تتكوّن من الدول المكوّنة الأربع: أروبا، كوراساو، هولندا، وسانت مارتن.
لها شقيقتان أصغر منها: الأميرة أليكسا والأميرة أريانة. أصبحت ولية للعهد في 30 أبريل 2013، وهو اليوم الذي اعتلى فيه والدها العرش.